# Anthony Reuss
Anthony Reuss (* 21. September 1963 in La Mesa) ist ein ehemaliger US-amerikanisch-deutscher Basketballspieler. Der 2,00 Meter große Flügelspieler bestritt ein A-Länderspiel für die deutsche Nationalmannschaft.

## Laufbahn
Reuss wuchs im US-Bundesstaat Kalifornien auf und spielte Basketball an der Christian High School in El Cajon. In der Saison 1980/81 erzielte er für die Schulmannschaft im Schnitt 24,7 Punkte und 14,9 Rebounds je Begegnung. Von 1981 bis 1985 spielte und studierte er an der University of San Diego. Sein Hauptfach war Politikwissenschaft. In seiner letzten College-Saison (84/85) wurde Reuss als bester Spieler seiner Mannschaft ausgezeichnet und bekam den „Zable Athletic Excellence Award“ verliehen. Reuss' Spielweise zeichnete sich durch Geradlinigkeit und Schnörkellosigkeit aus.
Nach dem Ende seiner Universitätszeit ging Reuss nach Deutschland und wurde Profi in der Basketball-Bundesliga. In der Saison 1985/86 spielte er für TSV Bayer 04 Leverkusen und kam in 29 Bundesliga-Begegnungen zum Einsatz (8,8 Punkte/Spiel) und wurde mit der Mannschaft deutscher Meister.
Er wechselte 1986 vom Rheinland nach Oberfranken zu Steiner Bayreuth. Mit Bayreuth gewann er 1988 den DBB-Pokal, 1989 die deutsche Meisterschaft und den Pokalwettbewerb. In den fünf Spielen um die deutsche Meisterschaft im Frühling 1989 gegen Leverkusen war er mit 12,2 Punkten pro Begegnung gemeinsam mit Michael Koch, welcher denselben Wert aufwies, zweitbester Bayreuther Korbschütze hinter Calvin Oldham. Nach der Saison 1989/90 erhielt er in Bayreuth zunächst kein neues Vertragsangebot, wurde im Laufe der Saison aber zurückgeholt, als Steiner den Anschluss an die Ligaspitze zu verpassen drohte. Insgesamt erzielte er im Laufe seiner Bundesliga-Zeit 2078 Punkte.
Nach seiner Basketball-Karriere kehrte Reuss nach Kalifornien zurück und wurde Universitätsprofessor. Er arbeitete zunächst am San Diego City College als Englisch-Professor, seither am San Diego Mesa College als Professor mit Beratungstätigkeiten.
Sein Sohn Connor trat in die sportlichen Fußstapfen des Vaters, allerdings in einer anderen Sportart: Er spielte American Football an der Air Force Academy und an der University of San Diego.

### Nationalmannschaft
Im November 1988 bestritt Reuss im EM-Qualifikationsspiel gegen Jugoslawien sein erstes und einziges A-Länderspiel für Deutschland.